# فرودگاه ویراک
فرودگاه ویراک  (به انگلیسی: Virac Airport) (به زبان بومی: Paliparan ng Virac) یک فرودگاه همگانی مسافربری با کد یاتا VRC است که یک باند فرود بتن دارد و طول باند آن ۱۶۷۸ متر است. این فرودگاه در  کشور فیلیپین قرار دارد و در ارتفاع ۳۷ متری از سطح دریا واقع شده است.

## شرکت‌های هواپیمایی و مقصدهای پروازی
| شرکت‌های هواپیمایی | مقصدهای پروازی |
| ----------------- | -------------- |
| سبو پسیفیک        | نینوی آکوئینو  |